# Tsieddajauratjah
Tsieddajauratjah är en sjö i Jokkmokks kommun i Lappland och ingår i Luleälvens huvudavrinningsområde. Tsieddajauratjah ligger i Pärlälvens fjällurskog Natura 2000-område.